# Wind Corrected Munitions Dispenser
Il sistema Wind Corrected Munitions Dispenser o WCMD è un kit di coda statunitense prodotto da Lockheed Martin per l'uso con la famiglia di bombe a grappolo Tactical Munitions Dispenser per convertirle in munizioni a guida di precisione. 
Nel 1997, La United States Air Force emise contratti per completare lo sviluppo e avviare la produzione del WCMD, pianificando di modificare 40.000 dispenser di munizioni tattiche - 30.000 per CEM e 5.000 ciascuno per Gator e SFW - a un costo di 8.937 dollari USA per unità.
Quando dotati del WCMD, il CBU-87 Combined Effects Munition, il GBU-89 GATOR e il CBU-97 Sensor Fuzed Weapon sono rispettivamente conosciuti come CBU-103, CBU-104 e CBU-105; quest'ultima arma anticarro è stata schierata ma non utilizzata durante l'Operazione Allied Force nella Guerra del Kosovo, e impiegata in combattimento durante l'invasione dell'Iraq nel 2003.

## Varianti

### WCMD
- Guida: INS aggiornato con dati GPS dalla piattaforma di lancio prima del rilascio.[2]
- Portata: 16–20 km (9.9–12.4 mi).
- Precisione: 26 Metri (85 Piedi) CEP.

### WCMD-ER
- Indicazioni: INS combinato con GPS integrale.
- Portata: Il kit alare estende la portata a 40–65 km (25–40 mi).
- Precisione: 26 metri (85 piedi) CEP.

Il programma WCMD-ER è stato cancellato nell'agosto 2006 a causa di scarsi risultati nei test e pressioni di bilancio.